# Lijst van voetbalinterlands Haïti - Kaaimaneilanden
Deze lijst van voetbalinterlands is een overzicht van alle officiële voetbalwedstrijden tussen de nationale teams van Haïti en de Kaaimaneilanden. De landen speelden tot op heden twee keer tegen elkaar. De eerste ontmoeting, een groepswedstrijd tijdens de Caribbean Cup 1994, werd gespeeld in Port of Spain (Trinidad en Tobago) op 7 april 1994. Het laatste duel, een groepswedstrijd tijdens de Caribbean Cup 1998, vond plaats op 24 juli 1998 in Kingston (Jamaica).

## Wedstrijden
| № | Plaats        | Datum        | Competitie         | Wedstrijd               | Uitslag |
| - | ------------- | ------------ | ------------------ | ----------------------- | ------- |
| 1 | Port of Spain | 7 april 1994 | Caribbean Cup 1994 | Kaaimaneilanden – Haïti | 2 – 3   |
| 2 | Kingston      | 24 juli 1998 | Caribbean Cup 1998 | Haïti – Kaaimaneilanden | 1 – 0   |

## Samenvatting
| Competitie    | Totaal gespeeld | Winst Haïti | Gelijk | Winst Kaaimaneil. | Doelsaldo Haïti – Kaaimaneil. |
| ------------- | --------------- | ----------- | ------ | ----------------- | ----------------------------- |
| Caribbean Cup | 2               | 2           | 0      | 0                 | 4 − 2                         |
| Totaal        | 2               | 2           | 0      | 0                 | 4 − 2                         |

Wedstrijden bepaald door strafschoppen worden, in lijn met de FIFA, als een gelijkspel gerekend.
FHF · A-internationals · Selecties · Bondscoaches · Haïtiaans vrouwenelftal ·  Haïti U21 · Haïti U20 · Haïti U19 · Haïti U18 · Haïti U17
1925 ·
1926 ·
1927–1931 · 
1932 ·
1933 · 
1934 ·
1935–1937 · 
1938 ·
1939 ·
1940–1943 · 
1944 ·
1945–1947 · 
1948 ·
1949 ·
1950 ·
1951 ·
1952 ·
1953 ·
1954 ·
1955 · 
1956 ·
1957 ·
1958 ·
1959 ·
1960 · 
1961 ·
1962 ·
1963 ·
1964 ·
1965 ·
1966 ·
1967 ·
1968 ·
1969 ·
1970 · 
1971 ·
1972 ·
1973 ·
1974 ·
1975 ·
1976 ·
1977 ·
1978 ·
1979 ·
1980 ·
1981 ·
1982 · 
1983 ·
1984 ·
1985 ·
1986–1988 · 
1989 ·
1990 · 
1991 ·
1992 ·
1993 · 
1994 ·
1995 · 
1996 ·
1997 ·
1998 ·
1999 ·
2000 ·
2001 ·
2002 ·
2003 ·
2004 ·
2005 ·
2006 ·
2007 ·
2008 ·
2009 ·
2010 ·
2011 ·
2012 ·
2013 ·
2014 ·
2015 ·
2016 ·
2017 ·
2018 ·
2019 ·
2020 ·
2021 ·
2022 ·
2023 ·
2024
Amerikaanse Maagdeneilanden ·
Antigua en Barbuda ·
Argentinië ·
Aruba ·
Bahama's ·
Bahrein ·
Barbados ·
Belize ·
Bermuda ·
Bolivia ·
Brazilië ·
Britse Maagdeneilanden ·
Canada ·
Chili ·
China ·
Colombia ·
Costa Rica ·
Cuba ·
Curaçao ·
Dominica ·
Dominicaanse Republiek ·
Ecuador ·
El Salvador ·
Grenada ·
Guatemala ·
Guyana ·
Honduras ·
Italië ·
Jamaica ·
Japan ·
Jordanië ·
Kaaimaneilanden ·
Kosovo ·
Mexico ·
Montserrat ·
Nederlandse Antillen ·
Nicaragua ·
Oman ·
Panama ·
Peru ·
Polen ·
Puerto Rico ·
Qatar ·
Saint Kitts en Nevis ·
Saint Lucia ·
Saint Vincent en de Grenadines ·
Spanje ·
Suriname ·
Syrië ·
Trinidad en Tobago ·
Turks- en Caicoseilanden ·
Uruguay ·
Venezuela ·
Verenigde Arabische Emiraten ·
Verenigde Staten ·
Zuid-Korea
CIFA · A-internationals · Olympisch elftal · Kaaimaneilands vrouwenelftal
Amerikaanse Maagdeneilanden ·
Anguilla ·
Antigua en Barbuda ·
Aruba ·
Bahama's ·
Barbados ·
Belize ·
Bermuda ·
Britse Maagdeneilanden ·
Canada ·
Cuba ·
Dominicaanse Republiek ·
El Salvador · 
Grenada ·
Guyana ·
Haïti ·
Jamaica ·
Moldavië ·
Montserrat ·
Nederlandse Antillen ·
Nicaragua ·
Puerto Rico ·
Saint Kitts en Nevis ·
Saint Lucia ·
Saint Vincent en de Grenadines ·
Suriname ·
Trinidad en Tobago ·
Turks- en Caicoseilanden ·
Verenigde Staten